# Grafrath
Grafrath là một đô thị thuộc huyện Fürstenfeldbruck trong bang Bayern nước Đức. Đô thị Grafrath có diện tích 14,43 km², dân số thời điểm 31 tháng 12 năm 2006 là 3562 người. Đô thị này lấy tên theo Saint Rasso (Ratho), một công tước đã thành lập nhà nguyện Benedictine tại đây vào thế kỷ 10.